# سیارک ۲۲۷۳۰
سیارک ۲۲۷۳۰ (به انگلیسی: 22730 Jacobhurwitz، نامگذاری:1998SY118) بیست و دو هزار و هفتصد و سی‌امین سیارک کشف شده‌است که در ۲۶ سپتامبر ۱۹۹۸ کشف شد.
قدر مطلق سیارک برابر ۱۵.۵ است.